# Gabriel Otto von Schmeling
Gabriel Otto von Schmeling (* 24. April 1747 in Danzig; † 13. April 1826 in Berlin) war Landrat des Kreises Schlawe in Hinterpommern.
Er stammte aus der uradligen pommerschen Familie von Schmeling. Sein Vater war Carl von Schmeling (* 1704; † 1764), seine Mutter war Johanne Louise Renate, eine geborene von Diringshofen.
Gabriel Otto von Schmeling wurde zunächst in Danzig von Hauslehrern unterrichtet, dann in Frankfurt an der Oder von einem Feldprediger im Regiment von Diringshofen. Von 1767 bis 1770 studierte er an der Universität Frankfurt (Oder).
Schmeling wählte zunächst den Kameraldienst: Nach einem Praktikum beim Finanzrat Franz Balthasar Schönberg von Brenkenhoff wurde er 1771 Referendar bei der Pommerschen Kriegs- und Domänenkammer in Stettin. Hier bestand er 1775 nur knapp sein großes Examen.
Daraufhin wurde Schmeling 1775 als Nachfolger von Otto Felix Friedrich von Kameke Landrat des Kreises Schlawe. Das Amt übte er bis 1808 aus; sein Nachfolger im Amt wurde Friedrich George Wilhelm von Below.
Im Jahre 1780 kaufte Schmeling das im Kreis Schlawe gelegene Gut Rötzenhagen C unter dem Vorbehalt des Wiederkaufs auf 25 Jahre. Er besaß es bis 1810.
Schmeling war verheiratet mit Marie Charlotte, einer geborenen von Diringshofen. Aus der Ehe gingen mehrere Kinder hervor.